# Eat You Up
«Eat You Up» es el primer sencillo en inglés de la cantante coreana BoA. 

## Lista de canciones

### Canción digital
1. Eat You Up - 3:11

### Sencillo promocional en Estados Unidos
1. "Eat You Up" (Radio Edit) - 3:11
2. "Eat You Up" DJ Escape & Johnny Vicious Radio Edit - 3:38
3. "Eat You Up" DJ Escape & Johnny Vicious Club Mix - 7:29
4. "Eat You Up" DJ Escape & Johnny Vicious Dub - 6:39
5. "Eat You Up" DJ Escape & Johnny Vicious Instrumental - 7:27
6. "Eat You Up" King Britt Main Remix - 6:22
7. "Eat You Up" King Britt Main Radio Mix - 3.04
8. "Eat You Up" King Britt Remix Instrumental - 6:22
9. "Eat You Up" King Britt BG Vocal Mix - 6:19

## Vídeos
Este sencillo ha tenido varias versiones de videos. La versión Americana y la versión Asiática.

## Remixes oficiales
1. DJ Escape & Johnny Vicious Radio Edit - 3:38
2. DJ Escape & Johnny Vicious Club Mix - 7:29
3. DJ Escape & Johnny Vicious Instrumental - 7:27
4. DJ Escape & Johnny Vicious Dub - 6:39
5. King Britt Main Remix - 6:22
6. King Britt Main Radio Mix - 3.04
7. King Britt Remix Instrumental - 6:22
8. King Britt BG Vocal Mix - 6:19
9. DJ Montay Remix featuring Flo Rida - 3:39

- Datos: Q484873